# Distrito de Neufchâteau
El distrito de Neufchâteau es un distrito (en francés arrondissement) de Francia, que se localiza en el departamento de Vosgos (en francés Vosges), de la región de Lorena. Cuenta con 7 cantones y 174 comunas.

## División territorial

### Cantones
Los cantones del distrito de Neufchâteau son:
1. Cantón de Bulgnéville
2. Cantón de Châtenois
3. Cantón de Coussey
4. Cantón de Lamarche
5. Cantón de Mirecourt
6. Cantón de Neufchâteau
7. Cantón de Vittel

### Comunas
| 1. Aingeville (88003)                     | 2. Ainvelle (88004)                      | 3. Ambacourt (88006)                    | 4. Aouze (88010)                          |
| 5. Aroffe (88013)                         | 6. Attignéville (88015)                  | 7. Aulnois (88017)                      | 8. Autigny-la-Tour (88019)                |
| 9. Autreville (88020)                     | 10. Auzainvilliers (88022)               | 11. Avranville (88025)                  | 12. Balléville (88031)                    |
| 13. Barville (88036)                      | 14. Baudricourt (88039)                  | 15. Bazoilles-et-Ménil (88043)          | 16. Bazoilles-sur-Meuse (88044)           |
| 17. Beaufremont (88045)                   | 18. Belmont-sur-Vair (88051)             | 19. Biécourt (88058)                    | 20. Blevaincourt (88062)                  |
| 21. Blémerey (88060)                      | 22. Boulaincourt (88066)                 | 23. Brechainville (88074)               | 24. Bulgnéville (88079)                   |
| 25. Certilleux (88083)                    | 26. Chauffecourt (88097)                 | 27. Chef-Haut (88100)                   | 28. Chermisey (88102)                     |
| 29. Châtenois (88095)                     | 30. Châtillon-sur-Saône (88096)          | 31. Circourt-sur-Mouzon (88104)         | 32. Clérey-la-Côte (88107)                |
| 33. Contrexéville (88114)                 | 34. Courcelles-sous-Châtenois (88117)    | 35. Coussey (88118)                     | 36. Crainvilliers (88119)                 |
| 37. Damblain (88123)                      | 38. Darney-aux-Chênes (88125)            | 39. Dolaincourt (88137)                 | 40. Dombasle-en-Xaintois (88139)          |
| 41. Dombrot-le-Sec (88140)                | 42. Dombrot-sur-Vair (88141)             | 43. Domjulien (88146)                   | 44. Dommartin-sur-Vraine (88150)          |
| 45. Domrémy-la-Pucelle (88154)            | 46. Domvallier (88155)                   | 47. Domèvre-sous-Montfort (88144)       | 48. Estrennes (88164)                     |
| 49. Fouchécourt (88179)                   | 50. Frain (88180)                        | 51. Frebécourt (88183)                  | 52. Frenelle-la-Grande (88185)            |
| 53. Frenelle-la-Petite (88186)            | 54. Fréville (88189)                     | 55. Gemmelaincourt (88194)              | 56. Gendreville (88195)                   |
| 57. Gironcourt-sur-Vraine (88206)         | 58. Grand (88212)                        | 59. Greux (88219)                       | 60. Grignoncourt (88220)                  |
| 61. Hagnéville-et-Roncourt (88227)        | 62. Harchéchamp (88229)                  | 63. Harmonville (88232)                 | 64. Haréville (88231)                     |
| 65. Houécourt (88241)                     | 66. Houéville (88242)                    | 67. Hymont (88246)                      | 68. Isches (88248)                        |
| 69. Jainvillotte (88249)                  | 70. Jubainville (88255)                  | 71. Juvaincourt (88257)                 | 72. Lamarche (88258)                      |
| 73. Landaville (88259)                    | 74. Lemmecourt (88265)                   | 75. Liffol-le-Grand (88270)             | 76. Lignéville (88271)                    |
| 77. Lironcourt (88272)                    | 78. Longchamp-sous-Châtenois (88274)     | 79. Maconcourt (88278)                  | 80. Madecourt (88279)                     |
| 81. Malaincourt (88283)                   | 82. Mandres-sur-Vair (88285)             | 83. Marey (88287)                       | 84. Martigny-les-Bains (88289)            |
| 85. Martigny-les-Gerbonvaux (88290)       | 86. Mattaincourt (88292)                 | 87. Maxey-sur-Meuse (88293)             | 88. Mazirot (88295)                       |
| 89. Midrevaux (88303)                     | 90. Mirecourt (88304)                    | 91. Moncel-sur-Vair (88305)             | 92. Mont-lès-Lamarche (88307)             |
| 93. Mont-lès-Neufchâteau (88308)          | 94. Monthureux-le-Sec (88309)            | 95. Morelmaison (88312)                 | 96. Morizécourt (88314)                   |
| 97. Morville (88316)                      | 98. Médonville (88296)                   | 99. Ménil-en-Xaintois (88299)           | 100. Neufchâteau (88321)                  |
| 101. La Neuveville-sous-Châtenois (88324) | 102. La Neuveville-sous-Montfort (88325) | 103. Norroy (88332)                     | 104. Offroicourt (88335)                  |
| 105. Ollainville (88336)                  | 106. Oëlleville (88334)                  | 107. Parey-sous-Montfort (88343)        | 108. Pargny-sous-Mureau (88344)           |
| 109. Pleuvezain (88350)                   | 110. Pompierre (88352)                   | 111. Poussay (88357)                    | 112. Punerot (88363)                      |
| 113. Puzieux (88364)                      | 114. Rainville (88366)                   | 115. Ramecourt (88368)                  | 116. Rancourt (88370)                     |
| 117. Rebeuville (88376)                   | 118. Remicourt (88382)                   | 119. Remoncourt (88385)                 | 120. Removille (88387)                    |
| 121. Repel (88389)                        | 122. Robécourt (88390)                   | 123. Rocourt (88392)                    | 124. Rollainville (88393)                 |
| 125. Romain-aux-Bois (88394)              | 126. Rouvres-en-Xaintois (88400)         | 127. Rouvres-la-Chétive (88401)         | 128. Rozerotte (88403)                    |
| 129. Rozières-sur-Mouzon (88404)          | 130. Ruppes (88407)                      | 131. Saint-Julien (88421)               | 132. Saint-Menge (88427)                  |
| 133. Saint-Ouen-lès-Parey (88430)         | 134. Saint-Paul (88431)                  | 135. Saint-Prancher (88433)             | 136. Saint-Remimont (88434)               |
| 137. Sandaucourt (88440)                  | 138. Sartes (88443)                      | 139. Saulxures-lès-Bulgnéville (88446)  | 140. Sauville (88448)                     |
| 141. Senaide (88450)                      | 142. Seraumont (88453)                   | 143. Serocourt (88456)                  | 144. Serécourt (88455)                    |
| 145. Sionne (88457)                       | 146. Soncourt (88459)                    | 147. Soulosse-sous-Saint-Élophe (88460) | 148. Suriauville (88461)                  |
| 149. They-sous-Montfort (88466)           | 150. Thiraucourt (88469)                 | 151. Les Thons (88471)                  | 152. Thuillières (88472)                  |
| 153. Tignécourt (88473)                   | 154. Tilleux (88474)                     | 155. Tollaincourt (88475)               | 156. Totainville (88476)                  |
| 157. Trampot (88477)                      | 158. Tranqueville-Graux (88478)          | 159. Urville (88482)                    | 160. La Vacheresse-et-la-Rouillie (88485) |
| 161. Valfroicourt (88488)                 | 162. Valleroy-aux-Saules (88489)         | 163. Valleroy-le-Sec (88490)            | 164. Vaudoncourt (88496)                  |
| 165. Vicherey (88504)                     | 166. Villers (88507)                     | 167. Villotte (88510)                   | 168. Villouxel (88511)                    |
| 169. Viocourt (88514)                     | 170. Vittel (88516)                      | 171. Viviers-lès-Offroicourt (88518)    | 172. Vouxey (88523)                       |
| 173. Vroville (88525)                     | 174. Vrécourt (88524)                    |                                         |                                           |